# Carcinops fumosa
Carcinops fumosa är en skalbaggsart som beskrevs av Lewis 1888. Carcinops fumosa ingår i släktet Carcinops och familjen stumpbaggar. Inga underarter finns listade i Catalogue of Life.